# Drimbornshof

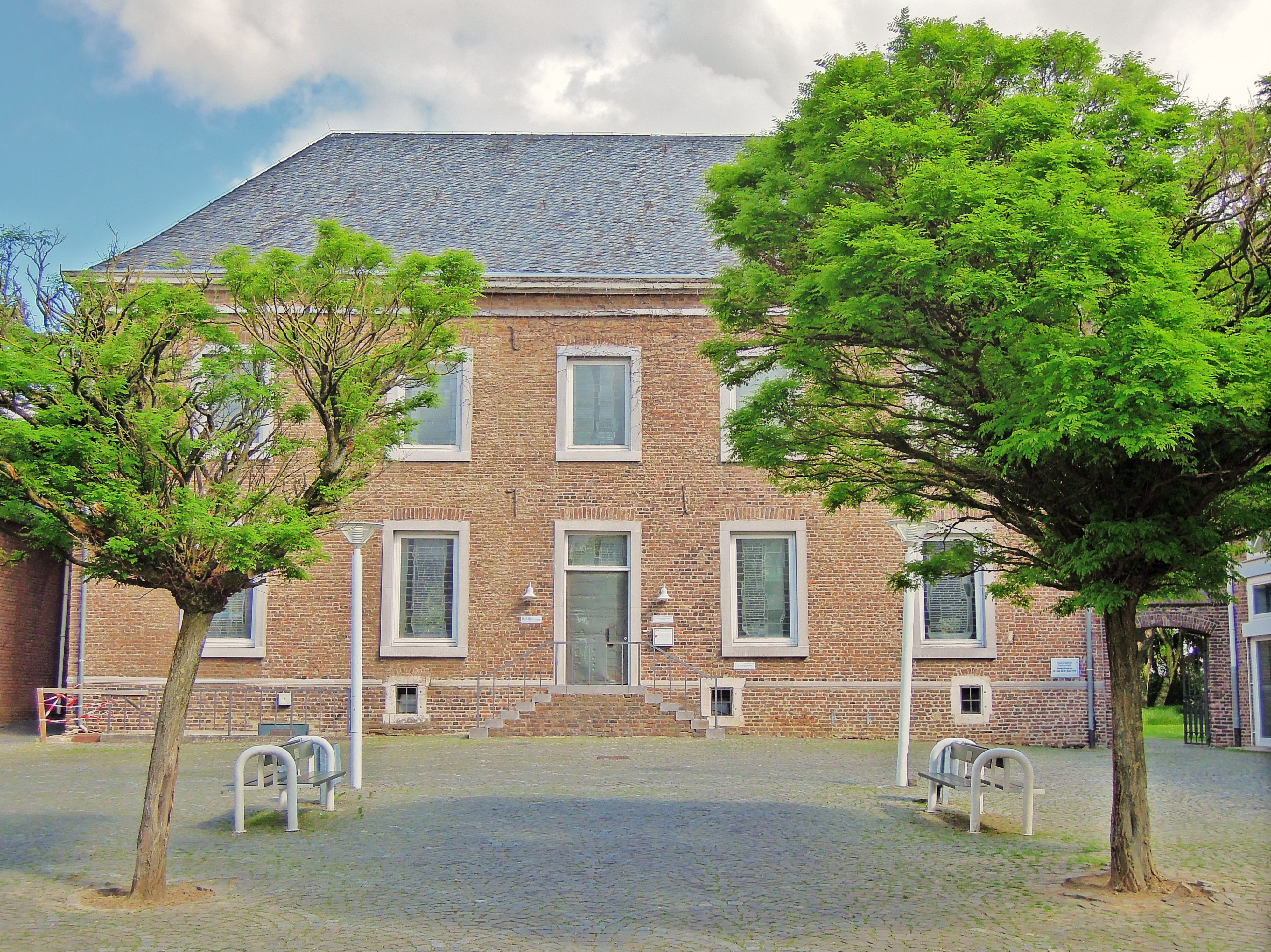
Innenhof des Drimbornshofs

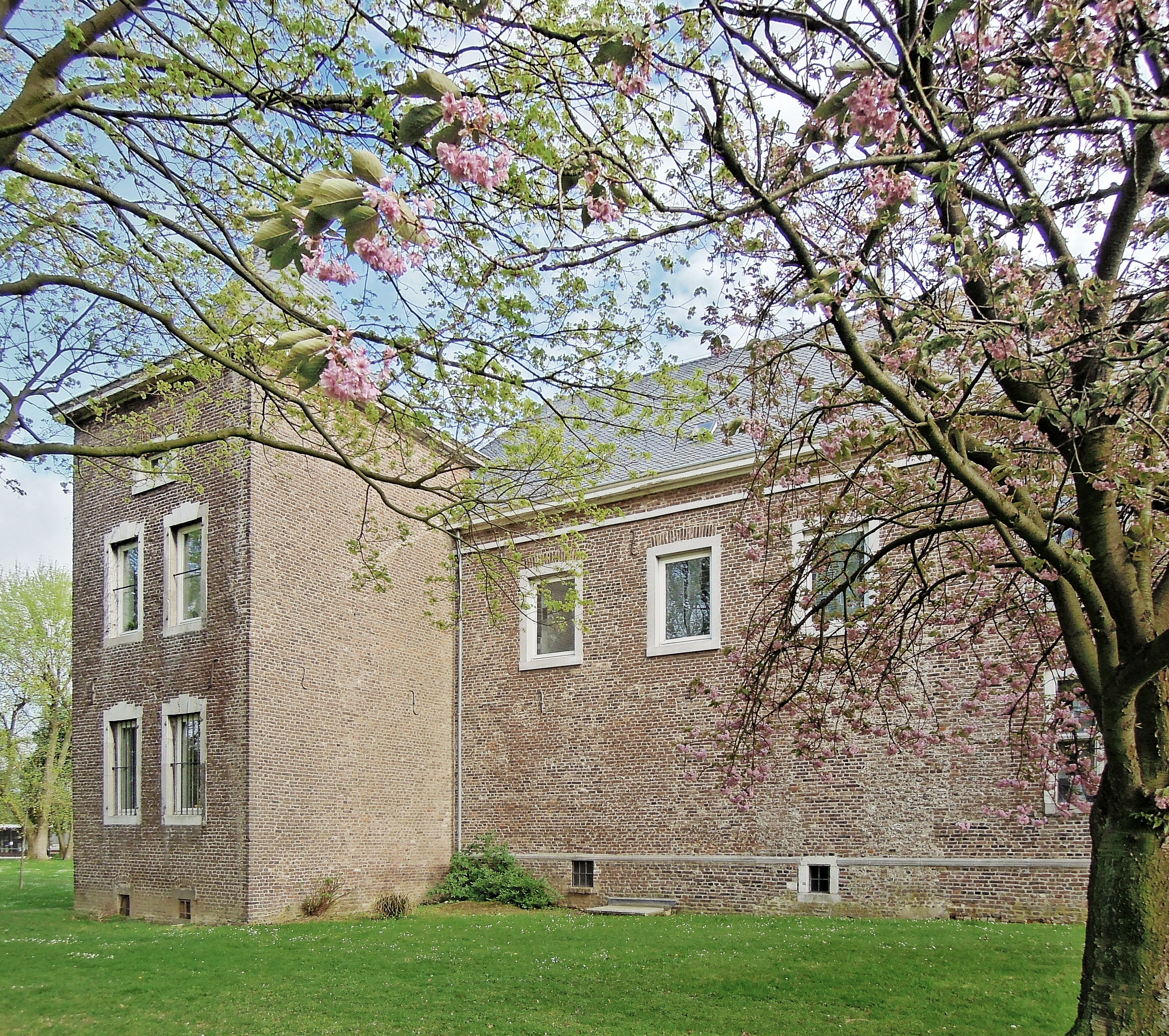
Rückseite mit Wehrturm

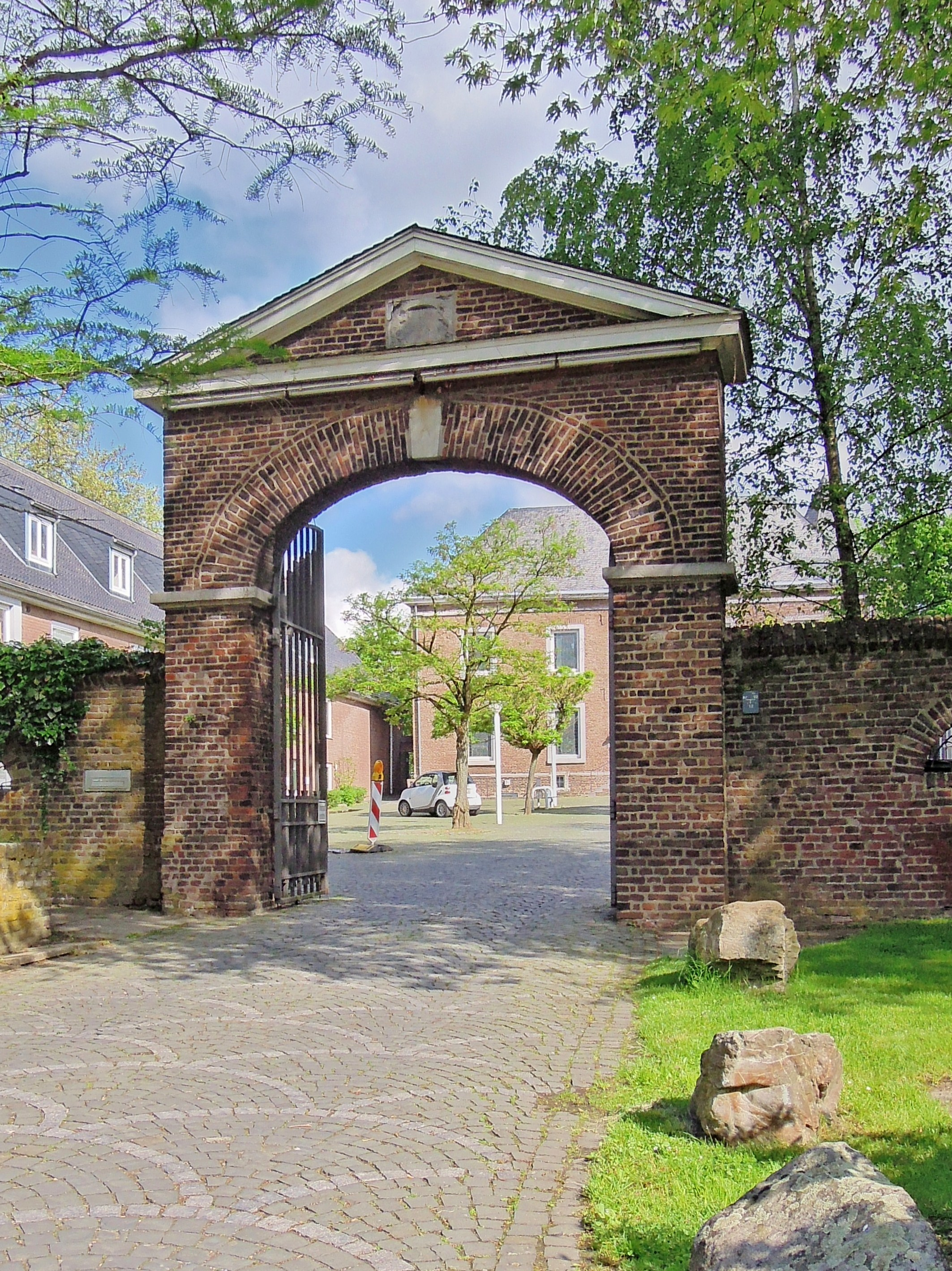
Haupttor

Der Drimbornshof ist ein ehemaliger Ritter- und Adelssitz der Herren von Drimborn, welche 1585 erstmals als Besitzer des Hofes genannt werden. Er liegt im nördlichen Eschweiler Stadtteil Dürwiß und ist neben dem Broicher Hof eines der Wahrzeichen des Ortes.
Die von Drimborn stammen aus Aachen, ihre Ursprünge liegen jedoch offenbar im Dorf Dreiborn (seit 1972 Stadtteil von Schleiden, Eifel). Die Eiflia illustrata von Johann Friedrich Schannat zeigt bereits 1829 den Zusammenhang zwischen Drimborn, Trimborn und Dreiborn auf.
Drim bedeutet drei, Born Brunnen oder Quelle.

## Besitzer
1585 wird Wilhelm von Drimborn und 1610 Alexander von Drimborn in den Jülicher Ritterzettel aufgenommen. Um 1670 hat das Geschlecht keine männlichen Nachkommen mehr, und der Drimbornshof kommt durch Heirat an Bernhard Everhard von Bottlenberg. 1823 kommt er durch Kauf an Wilhelm Steffens, welcher ihn 1867 an seinen Sohn vermacht. Weitere Besitzer: 1890 von Papen (Familie des späteren Reichskanzlers Franz von Papen), später von Pastor, 1950 BIAG Zukunft.

## Baugeschichte und Nutzung
Erbaut wurde der Hof im 14. oder 15. Jahrhundert, 1719 angebaut, 1945 zerstört, 1962 bis 1963 wiederaufgebaut von der damaligen Gemeinde Dürwiß (Kreis Jülich) als Verwaltungsgebäude. Heute ist der Drimbornshof Sitz einer Hausverwaltung, mehrerer Arztpraxen, einer Apotheke und des Heimatmuseums, bis 1999 auch des Lokalradios Antenne AC. Es wird angenommen, dass der Rittersitz die früheste Ansiedlung von Dürwiß in fränkischer Zeit gewesen ist.

## Aufbau
Das ehemalige Rittergut besteht aus einem viereckigen Wirtschaftshof mit dem Herrenhaus als Mittel- und den Wirtschaftsgebäuden als Seitenflügeln. Die Gebäude sind aus Backsteinen errichtet, und das Herrenhaus trägt die Jahreszahl 1719. An der Rückseite des Herrenhauses erhebt sich ein viereckiger Wehrturm. Die offene Seite des Hofes liegt zur Jülicher Straße hin und ist durch eine Mauer mit Torbogen abgeschlossen. Der Schlussstein über dem Torbogen zeigt nur noch schwer lesbar die Wappen der Geschlechter Drimborn und Bawer (eigentlich von Bawyr / Buer) in einem Schild vereinigt mit der Inschrift DRIMBORN BAWER. Hintergrund für dieses Allianzwappen war die Ehe zwischen Heinrich von Drimborn zu Dürwiß und Hellenberg von Bawyr, Tochter von Adam von Bawyr zu Rommeljans und Dorothea von Eller aus dem Hause Laubach.

## Wappen
Das Wappen derer von Drimborn besteht aus drei schräg laufenden Rosen im Wappenschild und darüber einem Helm mit Mütze, an deren Spitze sich eine weitere Rose befindet. Dieses Wappen diente zur Schaffung des Wappens von Dürwiß, in welchem sich ebenfalls drei Rosen, jedoch anders angeordnet, befinden.
Das Dorf Dreiborn in der Eifel trägt auch heute noch dieses Wappen.

## Greenskuhl und die Sage von der Juffer vom Drimbornshof
Die Greenskuhl war eine von Grünpflanzen umwachsene Teichanlage vor dem Drimbornshof. Der Name leitet sich wohl aus den vielen Grünpflanzen ab, die dort wuchsen; größtenteils Rosen. Eine Sage aus dem 17. Jahrhundert berichtet von dem Geist der Juffer vom Drimbornshof, welcher in der Greenskuhl hausen soll:

„Die junge Agnes Bavur zu Drimborn ging eines schönen Tages an der Greenskuhl spazieren, als Sie plötzlich abrutschte, ins Wasser fiel und zu ertrinken drohte. Ein junger Nagelschmied, der aus Jülich zurück kam, nachdem er dort eine Fuhre an Nägeln verkauft hatte, ging zufällig am Drimbornshof vorbei und beobachtete die Situation. Er sprang ins Wasser und rettete das Leben der jungen Agnes. Daraus entspann eine heimlich Liebe zwischen den beiden, die aber einem jungen Offizier aus Jülich nicht entging. Dieser junge Offizier hatte seinerseits ein Auge auf die junge Agnes geworfen. Eines schönen Tages fand nun zwischen Dürwiß und Lohn eine Treibjagd statt, bei der der junge Nagelschmied ein Treiber war und der junge Offizier einer der Jäger. Man erzählt sich, dass der junge Nagelschmied bei einem Unfall von einer Kugel des jungen Offiziers getroffen wurde und starb. Weiter erzählt man sich, dass die junge Agnes wenige Zeit später verstarb – an gebrochenem Herzen.“

Wenn man heute vor dem Drimbornshof steht, sieht man einen kleinen Brackwasser-Tümpel. In den 1970er-Jahren war dies noch ein Teich mit Fischen und einer Unterwasserbeleuchtung. In den 1980er-Jahren kam ein Schulprojekt auf die Idee, den Teich trockenzulegen und ein Feuchtbiotop anzulegen.